# Spizocorys conirostris
El alondra piquirrosa (Spizocorys conirostris) es una especie de ave paseriforme de la familia Alaudidae propia del África austral. Su hábitat natural son los herbazales secos subtropicales.

## Taxonomía
La alondra piquirrosa fue clasificada originalmente en el género Alauda. Algunos taxónomos consideraron que pertenecía al género Calandrella, pero en la actualidad se clasifica en el género Spizocorys.
Se reconocen seis subespecies:
- S. c. damarensis - Roberts, 1922 - se encuentra en el noroeste de Namibia;
- S. c. crypta - (Irwin, 1957) - se localiza en el noreste de Botsuana;
- S. c. makawai - (Traylor, 1962) - está presente en el oeste de Zambia;
- S. c. harti - (Benson, 1964) - ocupa el suroeste de Zambia;
- S. c. barlowi - Roberts, 1942 - se extiende por el sur de Namibia, el sur de Botsuana y el noroeste de Sudáfrica;
- S. c. conirostris - (Sundevall, 1850) - se encuentra en el sureste de Botsuana, y el norte, centro y este de Sudáfrica.